# Livet, Mayenne
Livet är en kommun i departementet Mayenne i regionen Pays de la Loire i nordvästra Frankrike. Kommunen ligger i kantonen Évron som tillhör arrondissementet Laval. År 2022 hade Livet 187 invånare.

## Befolkningsutveckling
Antalet invånare i kommunen Livet
| Referens: INSEE |